# Breaking the Ice
Breaking the Ice is de zevende aflevering van de serie Star Trek: Enterprise van 97 afleveringen in totaal.

## Verloop van de aflevering
De bemanning van de USS Enterprise (NX-01) achtervolgt een komeet die pas ontdekt is en naar kapitein Jonathan Archer wordt vernoemd. Als twee bemanningsleden, luitenant Malcolm Reed en vaandrig Travis Mayweather onderzoek doen op de komeet, blijkt dat een Vulcaans schip de Enterprise de gehele tijd schaduwt zonder duidelijk te maken waarom ze de Enterprise in de gaten houdt.  
Omdat de komeet richting de plaatselijke zon draait smelt het ijs op de komeet en moeten de twee bemanningsleden snel teruggaan richting hun shuttle om te voorkomen dat ze worden overgeleverd aan extreem hoge temperaturen. Die reis terug wordt bemoeilijkt door een blessure bij Mayweather. Uiteindelijk komen ze niet weg van de komeet omdat het ijs onder het gewicht van de shuttle wegzakte en ze moeten om hulp vragen. Echter het lukt de Enterprise niet om de twee te bevrijden. Kapitein Archer wil de hulp van de Vulcans niet vragen, maar overste T'Pol wijst erop dat geen hulp vragen in deze situatie op arrogantie duidt en dat, als hij wil bewijzen aan de Vulcans dat hij niet arrogant is, hij juist om hulp moet vragen. Daarop wordt de hulp van de Vulcans ingeschakeld en wordt de shuttle bevrijd. 
De Vulcans vertrekken weer en vallen de Enterprise niet meer lastig.
In deze aflevering loopt nog een tweede verhaallijn, die erover gaat dat T'Pol wordt uitgehuwelijkt aan Koss, een Vulcaanse man. Na advies van Trip Tucker ingewonnen te hebben, besluit ze te overwegen niet met Koss te trouwen. Deze verhaallijn komt in het vierde seizoen weer terug. In de aflevering Home trouwt ze alsnog met Koss en in de aflevering Kir'Shara scheiden ze weer van elkaar.

## Achtergrondinformatie
- De aflevering is een vervolg op The Andorian Incident. Daarin brengt de Enterprise de vernietiging van een oud Vulcaans klooster teweeg, waardoor de Vulcans de mensen niet meer vertrouwen. Daarom schaduwen ze de Enterprise in deze aflevering. Als blijkt dat de bemanning te goeder trouw handelt, stoppen ze daarmee.
- Deze aflevering is genomineerd voor een Emmy Award wegens de speciale effecten. De Emmy werd niet gewonnen; die ging naar Broken Bow, de pilotaflevering van deze serie.
- In deze aflevering begint de relatie tussen Trip Tucker en T'Pol op een beperkt niveau. De titel Breaking the Ice is in feite een Ambiguïteit en slaat zowel op de verhoudingen tussen de mensen en de Vulcans als op de twee officieren.

## Acteurs

### Hoofdrollen
- Scott Bakula als kapitein Jonathan Archer
- John Billingsley als dokter Phlox
- Jolene Blalock als overste T'Pol
- Dominic Keating als luitenant Malcolm Reed
- Anthony Montgomery als vaandrig Travis Mayweather
- Linda Park als vaandrig Hoshi Sato
- Connor Trinneer als overste Charles "Trip" Tucker III

### Gastacteur
- William Utay als Vanik

### Bijrollen die niet in de aftiteling vermeld zijn
- Adam Anello als bemanningslid van de Enterprise
- Solomon Burke junior as Billy
- Amy Kate Connolly als bemanningslid van de Enterprise
- Mark Correy als Alex
- Jack Guzman als bemanningslid van de Enterprise
- Martin Ko als bemanningslid van de Enterprise
- Marlene Mogavero als bemanningslid van de Enterprise
- Bobby Pappas als bemanningslid van de Enterprise
- Thelma Tyrell als bemanningslid van de Enterprise
- Cynthia Uhrich als bemanningslid van de Enterprise
- John Wan als bemanningslid van de Enterprise
- Mark Watson als bemanningslid van de Enterprise
- Gary Weeks als bemanningslid van de Enterprise
- Todd Wieland als bemanningslid van de Enterprise

### Stuntdubbelgangers
- Kiante Elam als stuntdubbel voor Anthony Montgomery